# Pont Changhua-Kaohsiung
Le Changhua–Kaohsiung Viaduct est le deuxième plus long pont du monde,,. Le pont est un viaduc d'une longueur de 157 kilomètres qui fait partie de la ligne à grande vitesse de Taïwan. Tous les viaducs de la ligne ferroviaire sont conçus pour résister aux tremblements de terre. 200 million de passagers l'ont emprunté à la date du 31 décembre 2012.
Le pont fut mis en service en janvier 2007.